# Монстеру-Мильё
Монстеру-Мильё (фр. Monsteroux-Milieu) — коммуна во Франции, находится в регионе Рона — Альпы. Департамент коммуны — Изер. Входит в состав кантона Борепер. Округ коммуны — Вьенн.
Код INSEE коммуны — 38244. Население коммуны на 1999 год составляло 516 человек. Населённый пункт находится на высоте от 267  до 425  метров над уровнем моря. Муниципалитет расположен на расстоянии около 430 км юго-восточнее Парижа, 38 км южнее Лиона, 70 км северо-западнее Гренобля. Мэр коммуны — M. Jean-Paul Montagnier, мандат действует на протяжении 2001—2008 гг.
Динамика населения (INSEE):